# Gasteruption minutum
Gasteruption minutum är en stekelart som först beskrevs av Tournier 1877.  Gasteruption minutum ingår i släktet Gasteruption, och familjen bisteklar. Arten är reproducerande i Sverige.